# Lilla Yxesjön
Lilla Yxesjön är en sjö i Melleruds kommun i Dalsland och ingår i Göta älvs huvudavrinningsområde. Sjön har en area på 0,0835 kvadratkilometer och ligger 163 meter över havet.

## Delavrinningsområde
Lilla Yxesjön ingår i det delavrinningsområde (651929-129105) som SMHI kallar för Inloppet i Teåkerssjön. Medelhöjden är 192 meter över havet och ytan är 5,25 kvadratkilometer. Det finns inga avrinningsområden uppströms utan avrinningsområdet är högsta punkten. Vattendraget som avvattnar avrinningsområdet har biflödesordning 4, vilket innebär att vattnet flödar genom totalt 4 vattendrag innan det når havet efter 177 kilometer. Avrinningsområdet består mestadels av skog (88 procent). Avrinningsområdet har 0,49 kvadratkilometer vattenytor vilket ger det en sjöprocent på 9,3 procent.